# ENTPD2
El ectonucleósido trifosfato difosfohidrolasa 2 es una enzima que en los seres humanos está codificada por el gen ENTPD2 .
La proteína codificada por este gen es la enzima tipo 2 de la familia de ectonucleósidos trifosfato difosfohidrolasa (E-NTPDase). Las E-NTPDasas son una familia de ecto-nucleosidasas que hidrolizan 5'-trifosfatos. Esta ecto-ATPasa es una proteína de membrana integral. El empalme alternativo de este gen da como resultado múltiples variantes de transcripción.
Científicos de la Universidad de Warwick han demostrado que E-NTPDase2 estimula el crecimiento del ojo: al probar la enzima en renacuajos, se descubrió que los renacuajos desarrollan ojos adicionales en su cuerpo.